# Neophocaena phocaenoides
Neophocaena phocaenoides — вид морських ссавців з родини фоценових. Вид поширений у більшій частині Індійського океану, а також у тропічній і субтропічній частині Тихого океану від Індонезії на північ до Тайванської протоки. У Тайванській протоці з цим видом зустрічається і замінює його на північ N. sunameri. Зустрічаються в основному в прибережних водах, включаючи мілководні затоки, мангрові болота та лимани. Вони зустрічаються у водах глибиною < 200 м і в деяких районах їх можна побачити на відстані до 240 км від берега.

## Морфологічна характеристика
Верхня частина N. phocaenoides сіра з синіми відтінками на спині та боках. Черевні частини блідіші. Однак бліді плями з віком зменшуються, а шкіра стає чорною відразу після смерті. Крім того, колір шкіри відрізняється від блідого в океанічних і солонуватих водах до майже чорного в річках. Neophocaena phocaenoides не має спинного плавника, але замість нього має спинний гребінь по серединній лінії. Цей гребінь містить ороговілі сосочки. Neophocaena phocaenoides є найменшим китоподібним і виростає лише до 150–190 см. Вага зазвичай у межах 30…45 кг. Вид має виразну вугроподібну форму через відсутність спинного плавника та круглу голову без дзьоба. Щелепа N. phocaenoides містить 15–21 лопатоподібних зубів на кожній стороні верхньої та нижньої щелеп.

## Спосіб життя
Живе як у прісних, так і в солоних водоймах. Це відносно повільна тварина; вона викочується на поверхню, щоб дихати, і рідко спостерігаються вистрибування з води. Утворює переважно невеликі зграї і рідко зустрічається в групах більше ніж 4 особини. Частіше N. phocaenoides поодиноко або в групах матері та потомства. 
Neophocaena phocaenoides живиться переважно в евфотичній зоні. Харчується безхребетними, головоногими (такими як кальмари) і дрібною донною рибою. Neophocaena phocaenoides є агресивним мисливцем, і спостерігали, як риба вистрибує з води, коли її переслідують.
Людина полює на Neophocaena phocaenoides заради м'яса, шкіри та жиру.
Neophocaena phocaenoides досягає статевої зрілості у віці 2 років. Цикл розмноження становить 1–2 роки, а вагітність триває від 10 до 11 місяців. Народження відбуваються в період з лютого по серпень, і зазвичай народжується 1 дитинча. Новонароджені важать близько 25 кг і відлучаються від грудей у період з вересня по червень. Середня тривалість життя — 23 роки.